# Перонизам
Перонизам или хустициализам је аргентински политички покрет, заснован на политичкој идеологији и заоставштини бившег преседника, Хуан Доминго Перона, и његове друге супруге, Еве Перон. Јустициалистичка партија је добила име по концепту социјалне правде ( шпански: justicia social = социјална/ друштвена правда ).
Од оснивања странке 1946, Перонисти су победили на 9 од 12 председничких избора, на којима им није било забрањено учешће. Од 2016. Перон је једини Аргентинац који је био изабран за председника 3 пута.

## Општи преглед
Стубови перонистичког идеала, познати као „три заставе“, су социјална правда, економска независност и политички суверенитет. Перонизам се може описати као трећа идеологија пошто одбацује и капитализам и комунизам. Перонизам се залаже за корпоратизам и стога има за циљ да посредује и умањи тензију између социјалних класа, при чему је држава одговорна за преговарање и постизање компромиса у конфликтима између менаџера и радника.
Међутим, то је генерално лоше дефинисана идеологија; другачија и понекад контрадикторна осећања се изражавају у име перонизма. Данас су Перонова заоставштина и идеологија превазишле ограничења било које појединачне политичке партије и прошириле се на ширу политичку сцену Аргентине. Стога се перонисти обично описују као политички покрет. Традиционално, перонистички покрет је најјачу подршку вукао из радничке класе и саосећајних синдиката, и окарактерисан је као пролетерски покрет по својој природи.
Из перспективе њихових протовника, перонизам је ауторитарна идеологија. Перона су често поредили са фашистичким диктаторима, оптуживали за демагогију, a његовој политици су се ругали као популистичкој. Прогласивши се отеловљењем националности, Перонова влада је често стишавала неслагања оптужујући противнике да нису патриоте. Корпоративни карактер Перонизма привлачио је нападе социјалиста, који су оптуживали његову администрацију за очување капиталистичке експлоатације и класних подела. Конзервативци су одбацили његову модернистичку идеологију и осећали су да је њихов статус угрожен успоном перонистичког апарата. Либерали су осудили арбитрарност Пероновог режима, као и његове диктаторске тенденције.
Браниоци перонизма такође описују ову доктрину као популистичку, мада у том смислу да они верују да перонизам отеловљује интересе народних маса, и нарочито најрањивијих социјалних слојева. Обожаваоци цене Перона због антиимперијализма и самосталности његове администарције, као и због прогресивних друштвених иницијатива. Међу другим мерама које је увела Перонова влада, социјална сигурност је постала универзална, док је образовање начињено бесплатним за све који би испунили услове, а студенти који су радили добијали су слободну недељу дана пре свих великих испита. Створени су огромни пројекти стамбеног збрињавања за оне који имају ниска примања, и плаћени одмори су постали нормални. Свим радницима (укључујући и чиновнике) је гарантована бесплатна здравствена заштита и половина трочкова путовања, а будуће мајке су добијале три плаћена нерадна месеца пре и након порођаја. Направљени су рекреативни центри за раднике широм земље.

## Перонова политика
Перонове идеје су биле широко прихваћене од стране великог броја различитих група у Аргенитини, из свих политичких слојева. Перонови лични ставови су касније постали терет за идеологију странке; нпр. његов антиклерицизам није изазвао подршку Аргентинаца из више класе.
Перонизам се уопштено посматра као један облик корпоративног социјализма, или „десничарског социјализма“. Перонови јавни говори су доследно били националистички и популистички. Били би тешко одвојити перонизам од корпоративног национализма јер је Перон национализовао велике аргентинске корпорације и тиме учинио мање видљивим разлике између корпорација и владе. У исто време, раднички синдикати су постали корпоративни, уступајући прво на штрајк у договорима са Пероном, као секретаром за социјална питања у војној влади у периоду 1943 – 1945. За узврат, држава је требало да преузме улогу преговарача у случају супротстављених интереса.
Перонизму је такође мањкало јако интересовање за питања споњне политике, осим уверења да политички и економски утицаји других нација треба да буду изван Аргентине; он је био нешто попут изолационисте. Већ у раном периоду свог председничког мандата, Перон је замислио улогу Аргентине као модела који ће послужити као узор осталим државама Латинске Америке, па и даље. Те идеје су на крају напуштене. Упркос својој опозиционарској реторици, Перон је често тражио сарадњу са владом САД-а по разним питањима.

#### Критика Перона
Перон и његова администрација су прибегли организованом криминалу и диктаторској владавини. Перон је показивао презир према свим опонентима, и редовно их је називао издајицама и страним агентима. Перон је одржавао институције демократске владавине, али је подривао слободе кроз поступке попут национализације радиодифузног система, централизације синдиката под своју контролу и монополизације снабдевања материјалом за штампање новина. Понекад је Перон такође прибегавао тактикама као што су незаконито затварање опозционих политичара и новинара, укључујући и вођу Радикалног грађанског синдиката, Рикарда Балбина, и затварање опозиционарских новина Ла Пренса.
Пероново дивљење Бениту Мусолинију је добро документовано. Многи стручњаци за ову област категоризују перонизам као фашистичку идеологију. Крлос Фејт верује да је перонизам био само „аргентинска имплементација италијанског фашизма“ Хејес долази до закључка да је „перонистички покрет дао један облик фашизма који је био карактеристичан само за Латинску Америку“.
Један од најгласнијих критичара перонизма био је аргентински писац Хорхе Луис Борхес. Након што је Перон постао председник 1946, Борхес је одржао говор пред Аргентинским удружењем писаца и рекао:
„Диктатуре рађају угњетавање, диктатуре рађају сервилност, диктатуре рађају окрутност; а још је гнуснија чињеница да оне рађају идиотизам. Портири који мрмљају наређења, портрети војних и политичких вођа, унапред припремљено клицање или увреде, зидови прекривени именима, једногласне церемоније, пука дисциплина која узурпира простор за трезвено размишљање... Борба против ове тужне монотоније је једна од дужности писца. Морам ли подсећати читаоце Мртин Фиера и Дон Сегунда да је индивидуализам стара аргентинска врлина?“

#### Ставови према Јеврејима
Перонова идеологија је била економска и политичка по карактеру и није се одликовала антисемитизмом попут нацизма.
Пре него што је Перон дошао на власт у Аргентини, Аргентина је имала највећу јеврејску популацијуу Латинској Америци. Након што је постао председник, позвао је чланове јеврејске заједнице да учествују у његовој влади. Један од његових саветника је био Хозе Бер Гелбард, Јевреј из Пољске. Перонизам није имао антисемитске ни друге сличне склоности. Јеврејска виртуелна библиотека пише да је, поред тога што је делио мишљење сила Осовине, Перон такође изражавао саосећање према јеврејским правима те је успоставио дипломатске односе са Израелом 1949. Од тада је више од 45.000 имигрирало у Изреал из Аргентине.
У књизи У Аргентини од Перона до Менема аутор Лоренс Левин, бивши председник Америчко – аргентинске привредне коморе, пише: „ Иако је антисемитизам постојао у Аргентини, Перонови лични ставови и његова политичка удружења нису била антисемитска.“ Док је Перон дозвољавао многим нацистима криминалцима да нађу уточиште у Аргентини, он је такође привукао и многе јеврејске имигранте. Аргентина има јеврејску популацију од преко 200.000 грађана, највећу у Латинској Америци и једну од највећих у свету.

### Перонизам после перона

#### Пад Перона
Војни и цивилни удар, назван ослободилачка револуција (Revolución Libertadora), предвођена генералом Едуардом Лонардијем, збацила је Перонов режим 1955. Током удара, Лонарди је правио поређења Перона и Хуан Мануела де Росаса. Лонарди је користио израз "ni vencedores ni vencidos" ( ни победници ни поражени ), који је користио Хусто Хозе де Уркиза након свгавања Росаса у бици код Касероса. Званично виђење је било да је Перон био „друга тиранија“, док је Росас био прва, и да обе треба једнако да буду одбачене, а да насупрот њима, обе владе које су их збациле треба да буду слављене. Из овог разлога они повлаче линију историјског континуитета „мај – Касерос – ослободилачка револуција“, повезујући удар са мајском револуцијом и поразом Росаса. Овај приступ им се обио о главу. Перон је био веома популаран, а војни удар није био популаран, па су перонисти прихватили поређење Росаса са Пероном, али су га видели као позитивно светло. Националистички историчари су онда направили свој ток историјског континуитета „Сан Мартин – Росас – Перон“.
Одсуство Перона, који је 16 година живео у егзилу у Шпанији у време владавине Ф. Франка, важан је кључ за разумевање перонизма. Након што је отишао у егзил, могао је бити позван од стране бројних аргентинских сектора супротстављених тренутном стању ставри. Култ личности Еве Перон, конкретно, био је прихваћен од стране оних који су је подржавали, а презиран од стране „националне буржоазије“. 60–их година 20. века дела Џона Вилиама Кука постала су значајан извор левичарског ревоуционарног перонизма. Левичарски перонизам су представљале многе организације, од монтонероса и перониста Фуерзас Армандаса до подмлатка перониста, перониста револуционариста и револуционарног подмлатка перониста, а поред њих је Перонизам у борби или Основни перонизам (Peronismo en Lucha , Peronismo de Base ) који је подржавао марксистичке ставове.
С друге стране, старији перонисти су чинили основу ортодоксне бирократије, коју је представљао Синдикат радника у металургији ( Аугусто Вандор, познат по свом слогану из 1965. „за перонизам без Перона“ и по изјави „да бисмо сачували Перона, морамо бити против Перона“ или Хосе Игнасио Ручи ). Другу струју су чиниле „ 62 организације „De pie junto a Perón“, предвођене Хосе Алонсом, и она се супротстављала десничарском перонистичком синдикалном покрету. Током раних 70–их левичарски перонизам је одбацио либерну демократију и политички плурализам као маску буржоаске доминације. Антикомунистички десничарски перонизам их је такође одбацио, у име корпоратизма, тврдећи да се враћа „хришћанском и хуманистичком, популарном, националном социјализму“.
До 1970. многе групе са различитих страна политичког спектра подржалеи су Перона, од левичара, католика Монтонероса до антисемитског Такуара националистичког покрета, који је нагињао ка фашизму и био један од првих герилских покрета у Аргентини. У марту 1973. Хектор Хосе Кампора, који је именован за Пероновог личног делегата, изабран је за председника Аргентине. Неколико месеци након Пероновог повратка и Езеиз масакра који је уследио, током ког су се перонисти левичари и десничари жестоко сукобили, одржани су нови избори у септембру.
Хосе Кампора, перониста левичар, био је замањен привременим председником Раул Алберто Ластиријем, док је Перон изабрао да отворено подржи перонистичку десницу. 1. октобра 1973. сенатор Умберто Мартиарена, који је био национални секретар Врховног већа Националног јустициалног покрета, објавио је документ у коме је дао упутства како се треба супротставити „субверзивним, терористичким и марксистичким групама“ које су наводно покренуле „рат“ унутар перонистичких организација. Од тог тренутка Врховно веће је чврсто стегло перонистичке организације како би избацили левичаре из њих.
Тог истог дана је одржан састанак коме су присуствовали председник Раул Ластири, министар унутрашњих послова Бенито Ламби, министар за социјална питања Хосе Лопез Рега, генерални секретар председништва Хосе Умберто Мартиарена и многи провинцијски гувернери, a за који се сматра да је био оснивачки акт одреда смрти Аргентинске антикомунистичке алијансе.

#### Менемове године
Званична Перонистичка странка је Јустициалистичка странка, која је дуго била једина перонистичка странка. Током владе Карлоса Менема група законодаваца, предвођена Карлосом Алварезом, позната као Група 8, напустила је странку, тврдећи да се влада не придржава перонистчке доктрине. Они су створили нову странку, Широки фронт.
Убрзо након тога, Хосе Октавио Бордон је такође напустио Јустициалистичку странку, плашећи се да би могао изгубити примарне изборе у оквиру странке од Менема, па је основао своју странку како би учествовао на изборима 1995. и удружио се са Алварезовим Широким фронтом у коалицију Фронт за државу и солидарност. Слична одвајања су се често дешавала након тога и тако су настале многобројне мале странке које су предводили политичари појединци, који су тврдили да су аутентични наследници перонизма.

#### Киршнеризам
Јустициалистичка странка, као таква, није учествовала на изборима 2003. Странка је дозволила свој тројици кандидата да учествују на изборима, користећи мале странке које су створене са том сврхом. Нестор Киршнер је победио на изборима као кандидат Фронта за победу. Пошто није расформирао своју странку након избора, Киршнер ослањао на обе странке, Јустициалистичку и Фронт за победу.
2004. чилеански хришћански демократа, Игнасио Вокер, написао је колумну у Ел Меркуриу у којој је критиковао перонизам, тврдећи да има фашистоидне, диктаторске и корпративне одлике. Додао је: „Склон сам да верујем да прави зид који раздваја Чиле од Аргентине нису Анди, већ је то перонизам и његова изопчена логика.“ Неколико месеци након што је Вокер написао ову колумну, постављен је за канцелара, а избијање на површину његових ранијих изјава изазвало је дипломатски ћорсокак између Чилеа и Аргентине којом владају перонисти. Слична ситуација се поново десила 2006. када се сазнало да је чилеански министар Андрес Веласко алудирао да неке перонистичке вође имају фашистичке особине и подржао Вокерову анализу из 2004.